# Desafiliación religiosa
La desafiliación religiosa significa el abandono de la fe o de un grupo o comunidad religiosa.

## Definición
Se trata del contrario de conversión religiosa y difiere del término apostasía en que en esta última se procede a la salida oficial de una religión o iglesia, mientras que la desafiliación hace referencia al proceso de desafección, el cual podría incluir la apostasía en último término.
Bromley (1998) describe el problema de la terminología utilizada en la descripción del proceso de desafiliación religiosa. Afirma que la afiliación a un grupo religioso hace referencia a la conversión y describe el debate que existe al diferenciar desafiliación como contrario de conversión. Algunos investigadores emplean una variedad de términos para describirlo como desprendimiento, separación, desenganche, desidentificación, salida, despedida, reversión, desafección o apostasía en contraste con el término excomunión, donde la desafiliación entre la organización religiosa y el miembro se impone punitivamente y no es algo que el miembro de la comunidad haga voluntariamente.

## Secularismo y laicismo
Peter Berger (1998) describe cómo existen diferencias entre secularismo y laicidad. Por una parte, secularismo significa separación de la religión como tal, mientras que laicismo describe una tolerancia igual para todas las religiones

## Desafiliación coaccionada y voluntaria
En la mayor parte de los casos, la desafiliación es voluntaria, pero en algunos es coercitiva siendo una de sus formas la expulsión, lo que implica excomunión por parte del grupo religioso.

## Etapas de la desafiliación religiosa
Brinkerhoff y Burke (1980) argumentan que la desafiliación religiosa es un proceso gradual y acumulativo, en el cual el etiquetado negativo que la comunidad hace sobre el desafecto puede ser un catalizador de su apostasía. También argumentan cómo el proceso de desafiliación incluye el hecho de que el miembro deja de creer pero continúa participando en rituales, y que el elemento de duda subyace en muchas de las teorías impuestas que debe asumir
Ebaugh (1988) describe en su artículo sobre ex-monjas cuatro etapas características en su salida
1. Primeras dudas
2. Búsqueda y sopesado de alternativas
3. Punto de fractura
4. Establecimiento de identidad como exmiembro de la congregación